# Kit Carson megye
Kit Carson megye az Amerikai Egyesült Államokban, azon belül Colorado államban található. Megyeszékhelye és legnagyobb városa Burlington. Lakosainak száma 7087 fő (2020. április 1.). Kit Carson megye Yuma, Sherman, Cheyenne, Washington, Lincoln, Cheyenne és Wallace megyékkel határos.

## Népesség
A megye népességének változása:
| Lakosok száma | 8242 | 8179 | 8103 | 8037 | 7758 | 7087 |
|               | 2010 | 2011 | 2012 | 2013 | 2015 | 2020 |